# Ганський седі
Седі — грошова одиниця Гани, введена 19 липня 1965 року, випускається Банком Гани.1 Седі дорівнює 100 песев.
Номінали банкнот в обігу: 50, 20, 10, 5, 2 і 1 седі.

## Історія
У колоніальний період на території британської колонії Золотий берег валютою був фунт стерлінгів, а у 1796—1818 роках для Золотого берега карбувалися  срібні монети — аккі. У 1913 році з'явилась окрема валюта британських колоній у  Британської Західної Африки — західноафриканський фунт.
Після отримання незалежності у 1957 році на території Гани в обігу перебував західноафриканський фунт. Потреба у власній валюті з'явилась завдяки розвитку в країні туристичної галузі. У 1958 році в обіг було введено ганський фунт, обмін було проведено у співвідношенні 1:1. У 1965 році ганський фунт було замінено на седі у співвідношенні 1:2,4.
23 лютого 1967 року було введено «новий седі», який замінив седі у співвідношенні 1 новий седі = 1,2 седі. Не дивлячись на зміну назви валюти, на банкнотах нового зразками назву продовжували вказувати як «Cedi».
16 лютого 1972 року «новий седі» було перейменовано у «седі». Було випущено нові банкноти, старі банкноти  1967—1971 років були в обігу до березня 1973 року.
У березні 1979 року було проведено обмін банкнот на банкноти зразка 1979 року. Обмін суми до 5000 седі проводили у співвідношенні 10:7, більше 5000 седі — 2:1.
1 липня 2007 року задля боротьби з наслідками інфляції було проведено деномінацію седі. Старі седі обмінювалися на нові у співвідношенні 10 000:1. До кінця 2007 року седі старого і нового зразка перебували в обігу одночасно.

## Монети

### Серія 1965—1967 років
| Зображення        | Номінал  | Опис         | Опис                 | Опис                  | Опис     | Опис         | Опис          | Дата випуску  |
| Obverse & Reverse | Номінал  | Аверс        | Реверс               | Матеріал              | Маса (г) | Діаметр (мм) | Гурт          | Дата випуску  |
| ----------------- | -------- | ------------ | -------------------- | --------------------- | -------- | ------------ | ------------- | ------------- |
|                   | 5 песев  | Кваме Нкрума | П'ятипроменева зірка | Мідно-нікелевий сплав | 4,1      | 22,0         | Гладкий       | 19 липня 1965 |
|                   | 10 песев | Кваме Нкрума | П'ятипроменева зірка | Мідно-нікелевий сплав | 3,2      | 20,0         | Рубчастий     | 19 липня 1965 |
|                   | 25 песев | Кваме Нкрума | П'ятипроменева зірка | Мідно-нікелевий сплав | 8,65     | 27,4         | Рубчастий     | 19 липня 1965 |
|                   | 50 песев | Кваме Нкрума | П'ятипроменева зірка | Мідно-нікелевий сплав | 13,9     | 32,0         | Переривчастий | 19 липня 1965 |

### Серія 1967 років
| Зображення        | Номінал  | Опис                        | Опис                 | Опис                  | Опис     | Опис         | Опис          | Рік випуску |
| Obverse & Reverse | Номінал  | Аверс                       | Реверс               | Матеріал              | Маса (г) | Діаметр (мм) | Гурт          | Рік випуску |
| ----------------- | -------- | --------------------------- | -------------------- | --------------------- | -------- | ------------ | ------------- | ----------- |
|                   | ½ песев  | Народні музичні інструменти | П'ятипроменева зірка | Бронза                | 2,9      | 20,2         | Гладкий       | 1967        |
|                   | 1 песев  | Народні музичні інструменти | П'ятипроменева зірка | Бронза                | 5,72     | 25,47        | Гладкий       | 1967—1979   |
|                   | 2½ песев | Плоди какао                 | Герб Гани            | Мідно-нікелевий сплав | 3,2      | 19,5         | Гладкий       | 1967        |
|                   | 5 песев  | Плоди какао                 | Герб Гани            | Мідно-нікелевий сплав | 2,85     | 19,0         | Рубчастий     | 1967—1975   |
|                   | 10 песев | Плоди какао                 | Герб Гани            | Мідно-нікелевий сплав | 5,6      | 23,5         | Рубчастий     | 1967—1979   |
|                   | 20 песев | Плоди какао                 | Герб Гани            | Мідно-нікелевий сплав | 11,2     | 28,0         | Рубчастий     | 1967—1979   |
|                   | 50 песев | Плоди какао                 | Герб Гани            | Мідно-нікелевий сплав | 12,5     | 32,0         | Переривчастий | 1979        |
|                   | 1 седі   | Мушля Каурі                 | Герб Гани            | Латунь                | 11,9     | 30,0         | Гладкий       | 1979        |

### Серія 2007 року
| Зображення | Номінал  | Матеріал                                     | Діаметр (мм) | Товщина (мм) | Маса (г) | Гурт                    | Роки випуску   |
| ---------- | -------- | -------------------------------------------- | ------------ | ------------ | -------- | ----------------------- | -------------- |
|            | 1 песева | сталь, плак. міддю                           | 17           | 1,2          | 1,82     | гладкий                 | 2007           |
|            | 5 песев  | сталь, плак. нікелем                         | 18           | 1,52         | 2,5      | гладкий                 | 2007 2012 2016 |
|            | 10 песев | сталь, плак. нікелем                         | 20,5         | 1,54         | 3,4      | гладкий                 | 2007 2016      |
|            | 20 песев | сталь, плак. нікелем                         | 23,47        | 1,5          | 4,36     | гладкий                 | 2007 2016      |
|            | 50 песев | сталь, плак. нікелем                         | 26,45        | 1,69         | 6,15     | рубчатый                | 2007           |
|            | 1 седи   | сталь, плак.: кільце: нікелем центр: бронзою | 27,98        | 1,85         | 7,3      | переривчасто- рубчастий | 2007           |

## Банкноти

### Серія 1965—1967 років
| Зображення        | Номінал    | Опис                  | Опис                | Основні кольори | Дата випуску  |
| Obverse & Reverse | Номінал    | Аверс                 | Реверс              | Основні кольори | Дата випуску  |
| ----------------- | ---------- | --------------------- | ------------------- | --------------- | ------------- |
|                   | 1 седі     | Кваме Нкрума          | Банк Гани           | Синій           | 19 липня 1965 |
|                   | 5 седі     | Кваме Нкрума          | Верховний суд       | Темно-сірий     | 19 липня 1965 |
|                   | 10 седі    | Кваме Нкрума          | Арка Незалежності   | Зелений         | 19 липня 1965 |
|                   | 50 седі    | Кваме Нкрума          | Пальми на узбережжі | Червоний        | 19 липня 1965 |
|                   | 100 седі   | Кваме Нкрума          | Шпиталь у Кумасі    | Фіолетовий      | 19 липня 1965 |
|                   | 1,000 седі | Геометричні візерунки | Банк Гани           | Чорний          | 19 липня 1965 |

### Новий Седі (1967—2007)

#### Серія 1967—1972 років
| Зображення        | Номінал | Опис               | Опис                                | Основні кольори | Дата випуску |
| Obverse & Reverse | Номінал | Аверс              | Реверс                              | Основні кольори | Дата випуску |
| ----------------- | ------- | ------------------ | ----------------------------------- | --------------- | ------------ |
|                   | 1 седі  | Плоди какао        | Щит та мечі                         | Блакитний синій | 1967-1971    |
|                   | 5 седі  | Фігурка тукана     | Фігурки риби, черепахи та крокодила | Жовто-зелений   | 1967-1969    |
|                   | 10 седі | Предмети мистецтва | Фігурки                             | Червоний        | 1967-1970    |

#### Серія 1972—1979 років
| Зображення | Номінал | Основні кольори  | Аверс                 | Реверс               | Роки выпуску |
| ---------- | ------- | ---------------- | --------------------- | -------------------- | ------------ |
|            | 1 седі  | Синій            | Школярка з гарнітурою | Збирання какао-бобів | 1973-1978    |
|            | 2 седі  | Блакитний жовтий | Селянин               | Рибалки              | 1972-78      |
|            | 5 седі  | Коричневий       | Торговка              | Мечеть Ларабанг      | 1973-1978    |
|            | 10 седі | Червоний         | Чоловік з люлькою     | ГЕС Акосомбо         | 1973-1978    |

#### Серія 1979—1983
| Зображення | Номінал | Основний колір             | Аверс           | Реверс               | Роки випуску |
| ---------- | ------- | -------------------------- | --------------- | -------------------- | ------------ |
|            | 1 седі  | Зелений                    | Молодий хлопець | Лозоплетіння         | 1979-1982    |
|            | 2 седі  | Жовтий чорний              | Школярка        | Робота у полі        | 1979-1982    |
|            | 5 седі  | Червоний кремовий          | Сіверянин       | Заготівля лісу       | 1979-1982    |
|            | 10 седі | Фіолетовий рожевий зелений | Молода дівчина  | Рибалки              | 1979-1982    |
|            | 20 седі | Зелений                    | Шахтар          | Ткач                 | 1979-1982    |
|            | 50 седі | Коричневий                 | Старий чоловік  | Збирання какао-бобів | 1979-1980    |

#### Серія 1983—2007 років
| Зображення        | Номінал     | Зображення                              | Зображення                           | Роки            | Роки              |
| Obverse & Reverse | Номінал     | Аверс                                   | Реверс                               | Введення в обіг | Виведення з обігу |
| ----------------- | ----------- | --------------------------------------- | ------------------------------------ | --------------- | ----------------- |
|                   | 10 седі     | В. О. II Ларбі Фред Оту Е. Квасі Нукпор | Будівля сільського банку             | 1984            | 1984              |
|                   | 20 седі     | Яаа Асантева                            | Шахтар офіцер студент демонстранти   | 1986            | 1984              |
|                   | 50 седі     | Молодий хлопець                         | Сушіння зерна                        | 1986            | 1983              |
|                   | 100 седі    | Жінка                                   | Завантаження мішків                  | 1991            | 1983              |
|                   | 200 седі    | Старий чоловік                          | Вчитель з учнями                     | 1993            | 1983              |
|                   | 500 седі    | Чорна зірка та кулак                    | Шахтар боби какао                    | 1986            | 1994              |
|                   | 1 000 седі  | Діаманти                                | Збирання какао-бобів                 | 1991            | 2003              |
|                   | 2 000 седі  | Арочний міст                            | Рибалки                              | 1994            | 2006              |
|                   | 5 000 седі  | Герб Гани                               | Вантажні кораблі та деревина у порту | 1994            | 2006              |
|                   | 10 000 седі | портрет Великої Шістки                  | Арка незалежності                    | 2002            | 2006              |
|                   | 20 000 седи | Ефраїм Аму                              | Національний театр Гани              | 2002            | 2006              |

### Серія 2007 року
На лицьовій стороні усіх банкнот (окрім 2 седи) зображений груповий портрет політичних діячів Гани, на якому зображені Е. Ако-Аджей, Дж. Б. Данкуахі, Кваме Нкрума, Е. Обетсбері-Ламптея, У. Офорі-Атти та Е. Акуффо-Аддо. Банкнота номіналом у 50 седі з 2012 року випускається із голограмою у вигляді плоду какао.
29 листопада 2019 року в обіг були випущені банкноти номіналом у 100 та 200 седи.
| Серія 2007 року | Серія 2007 року | Серія 2007 року | Серія 2007 року      | Серія 2007 року                                    | Серія 2007 року         | Серія 2007 року                    |
| Зображення      | Номінал (седі)  | Розміри (мм)    | Основні кольори      | Опис                                               | Опис                    | РРоки випуску                      |
| Зображення      | Номінал (седі)  | Розміри (мм)    | Основні кольори      | Аверс                                              | Реверс                  | РРоки випуску                      |
| --------------- | --------------- | --------------- | -------------------- | -------------------------------------------------- | ----------------------- | ---------------------------------- |
|                 | 1               | 137×65          | червоний рожевий     | портрет Великої Шістки, тріумфальна арка у Аккрі   | ГЕС Акосомбо            | 2007 2010 2013 2014 2015           |
|                 | 2               | 139×67          | жовтий коричневий    | портрет Кваме Нкрума                               | будівля уряду Гани      | 2010 2013 2014 2015 2017           |
|                 | 5               | 141×68          | синій блакитний      | портрет Великої Шісткики, тріумфальна арка у Аккрі | Університет Гани        | 2007 2010 2011 2013 2014 2015      |
|                 | 10              | 145×71          | зелений              | портрет Великої Шісткики, тріумфальна арка у Аккрі | будівля Банку Гани      | 2007 2010 2011 2013 2014 2015 2017 |
|                 | 20              | 149×74          | фіолетовий блакитний | портрет Великої Шісткики, тріумфальна арка у Аккрі | будівля Верховного суду | 2007 2010 2011 2013 2014 2015 2017 |
|                 | 50              | 153×77          | коричневий           | портрет Великої Шісткики, тріумфальна арка у Аккрі | форт Крістіансборг      | 2007 2010 2012 2014 2015 2016 2017 |